# Макарівка (Курчатовський район)
Макарівка (рос. Макаровка) — село в Курчатовському районі Курської області Російської Федерації.
Населення становить 615 осіб. Входить до складу муніципального утворення Макаровська сільрада.

## Історія
Населений пункт розташований на території українського етнічного та культурного краю Східна Слобожанщина.
Від 2004 року входить до складу муніципального утворення Макаровська сільрада.

## Населення
| 2002 | 2010 |
| ---- | ---- |
| 632  | ↘615 |